# SRJ 53
Die schwedische Elektrolokomotive SRJ 53 wurde 1947 für Stockholm–Roslagens Järnvägar (SRJ) von Siemens und Allmänna Svenska Elektriska Aktiebolaget (ASEA) gebaut.

## Geschichte
Die Schmalspurlokomotive mit der Spurweite von 891 mm wurde 1947 für Stockholm–Roslagens Järnvägar (SRJ) von Siemens gebaut und von Allmänna Svenska Elektriska Aktiebolaget (ASEA) fertiggestellt. Danach wurde sie auf den elektrifizierten Streckenabschnitten der Gesellschaft eingesetzt.
Die Achslast betrug bei allen Achsen 9 t. Das Bremsgewicht in der Stellung P wird mit 26 t angegeben. Die Lokomotive konnte einen Kurvenradius von 90 m durchfahren. Das Übersetzungsverhältnis betrug 18:69, die Heizspannung für die Heizung der Reisezugwagen 1,5 kV bei maximal 80 A. Die automatische Bremse arbeitete nach dem System Knorr, ferner war eine Schraubenhandbremse vorhanden.

## SJ Bcp
Im Zuge der allgemeinen Eisenbahnverstaatlichung wurde die SRJ am 1. Juli 1951 verstaatlicht und am 1. Juli 1959 mit allen ihren ehemaligen Tochtergesellschaften in die staatliche Eisenbahngesellschaft Statens Järnvägar eingegliedert. Dabei wurde die Lokomotive übernommen und erhielt die Betriebsnummer Bcp 3253.
Die Lokomotive stieß am 17. November 1971 mit einem Lastwagen zusammen und wurde dabei schwer beschädigt. Daraufhin wurde sie 1972 ausgemustert und im gleichen Jahr in Mörby verschrottet.